# Freyella octoradiata
Freyella octoradiata is een achtarmige zeester uit de familie Freyellidae.
De wetenschappelijke naam van de soort werd, als Freyellidea octoradiata, in 1920 gepubliceerd door Hubert Lyman Clark. De beschrijving is gebaseerd op drie exemplaren die waren opgehaald van een dieptes tussen de 2235 en 2422 vadem (4087 - 4429 meter) in het Tropische Oost-Pacifisch gebied.